# Mitroplatia ponti
Mitroplatia ponti är en tvåvingeart som först beskrevs av Zielke 1971.  Mitroplatia ponti ingår i släktet Mitroplatia och familjen husflugor. Inga underarter finns listade i Catalogue of Life.